# Stvoritelj
Stvoritelj je Bog odgovoran za stvaranje Zemlje, svijeta i svemira u religiji i mitologiji. U monoteizmu postoji jedan Bog, obično je on i Stvoritelj. Niz monolatističkih tradicija razdvaja sekundarnog kreatora od primarnog transcendentnog bića, identificiranog kao primarnog kreatora.
Biblijski izvještaj o stvaranju sastoji se od dvije priče, koje su uglavnom ekvivalentne prvim poglavljima Knjige Postanka. Prvi izvještaj (Post 1,1 do 2,3) koristi ponavljajuću strukturu božanske zapovijedi i ispunjenja, nakon čega slijedi izjava "i bi večer i bi jutro, [xti] dan," za svaki od šest dana stvaranja. U svakom od prva tri dana postoji čin diobe: prvi dan dijeli tamu od svjetla, drugi dan  „vode iznad” od „voda ispod”, a treći dan more od kopna. U svakom od sljedeća tri dana odvijaju se ove podjele: četvrti dan Stvoritelj obasjava tamu i svjetlost sa suncem, mjesecom i zvijezdama; peti dan nastanjuje mora i nebo ribama i pticama; i konačno, kopnena bića i čovječanstvo nastanjuju Zemlju.
Prva priča odnosila se na kozmički plan stvaranja, dok se druga fokusira na čovjeka kao kultivatora svoje okoline i kao moralnog činitelja. Drugi izvještaj, za razliku od uređene sedmodnevne sheme iz Postanka 1, koristi jednostavan tečan narativni stil koji ide od Božjeg stvaranja prvog čovjeka preko Edenskog vrta do stvaranja prve žene i institucije braka. Svemoćni Bog iz Postanka 1 stvara čovječanstvo sebi na sliku. 
Rano spajanje grčke filozofije s pripovijestima iz hebrejske Biblije potječe od Filona Aleksandrijskoga (umro 50.), koji je pisao u kontekstu helenističkog judaizma. Filon je identificirao židovsko božanstvo Stvoritelja, Jahvu, s Aristotelovim Nepokretnim pokretačem (Prvi uzrok) u pokušaju da dokaže da su Židovi imali monoteistička gledišta čak i prije Grka. Slično teoretsko stajalište pokazao je i Toma Akvinski, povezavši aristotelovsku filozofiju s kršćanskom vjerom, nakon čega slijedi tvrdnja da je Bog prvo biće, prvi pokretač i čisti čin.
Deuterokanonska Druga knjiga o Makabejcima ima dva relevantna odlomka. Poglavlje 7 govori o majci židovskog protomučenika koja je rekla svom sinu: "Molim te, dijete, pogledaj nebo i zemlju i sve što je na njima i znaj da je sve to Bog načinio ni od čega i da je tako nastao i ljudski rod. (2 Mak 7,28)." U prvom poglavlju, tekst se odnosi na svečanu molitvu koju su izgovorili Jonatan Makabejac, Nehemija i izraelski svećenik, dok su prinosili žrtve u čast Bogu: "Gospode, Gospode Bože, stvoritelju svega, strašni, jaki, pravedni, milosrdni, jedini kralju, jedini dobri, jedini darežljivi, jedini pravedni, svemogući i vječni (2 Mak, 1,24-25)“. Proslov Evanđelja po Ivanu počinje riječima: "U početku bijaše Riječ i Riječ bijaše u Boga i Riječ bijaše Bog. Ona bijaše u početku u Boga. Sve postade po njoj i bez nje ne postade ništa. (Iv, 1,1-3)”